# Spellbound (album d'Yngwie Malmsteen)
Pour les articles homonymes, voir Spellbound.
Albums de Yngwie Malmsteen
Relentless
(2010) Live in Tampa
(2014)
Spellbound est un album d'Yngwie Malmsteen sorti au Japon le 5 décembre 2012.

## À propos de l'album
C'est le premier album de Malmsteen où il n'y a pas de chanteur attitré. Le suédois chante les trois chansons de l'album. Le chanteur précédent, Tim « Ripper » Owens, trop occupé avec ses autres projets, a quitté le guitariste. C'est la première fois que Malmsteen chante autant sur l'un de ses albums, il se contentait d'un seul morceau auparavant (plus des chœurs et le refrain sur Cracking the Whip pour l'album Unleash the Fury)[réf. nécessaire].
Electric Duet est un vieux titre du début des années 1980 qui n'avait jamais été exploité. Il varie sensiblement de la démo d'origine qui est apparue sur différents disques pirates, parfois sous le nom de Electric Dust[réf. nécessaire].
Turbo Amadeus est un instrumental empruntant un motif de la Symphonie no 25 de Mozart. Malmsteen avait déjà utilisé le même emprunt pour l'instrumental Overture 1622 sur l'album Magnum Opus en 1995. C'est également la seconde fois que le suédois utilise le nom du compositeur pour l'un de ses titres après l'instrumental Amadeus Quattro Valvole sur la compilation Anthology 1994-1999[réf. nécessaire].
Majestic Suite 1,2 & 3 est l'instrumental le plus long enregistré par Malmsteen pour un album original. Il existe néanmoins plus long sur The Genesis où le titre Voodoo Nights fait près detreize minutes, mais cet album est une compilation de démos parues pour contrer une parution du bassiste Marcel Jacob sortie sous le nom Birth of the Sun[réf. nécessaire].
Le titre Nasca Lines est une évocation des géoglyphes de Nazca au Pérou. Découverts dans les années 1920, ces gigantesques représentations sont encore aujourd'hui sujet à de nombreuses théories[réf. nécessaire].

## Liste des titres
Toute la musique est composée par Yngwie Malmsteen.
| No  | Titre                      | Durée |
| --- | -------------------------- | ----- |
| 1.  | Spellbound                 | 4:29  |
| 2.  | High Compression Fugue     | 3:20  |
| 3.  | Repent                     | 3:15  |
| 4.  | Let Sleeping Dogs Lie      | 4:40  |
| 5.  | Majestic Suite 1,2 & 3     | 9:02  |
| 6.  | Electric Duet              | 1:34  |
| 7.  | Nasca Lines                | 2:56  |
| 8.  | Poisoned Minds             | 3:04  |
| 9.  | God of War                 | 7:20  |
| 10. | Iron Blues                 | 3:26  |
| 11. | Turbo Amadeus              | 1:13  |
| 12. | From a Thousand Cuts       | 3:24  |
| 13. | Requiem for the Lost Souls | 6:17  |

## DVD
L'album est accompagné d'un DVD, sur lequel on retrouve des interviews sur l'album et sur les morceaux, une session photo et des infos sur le matériel utilisé par Malmsteen.

## Musiciens
- Yngwie Malmsteen : guitare électrique et acoustique, chant, basse, batterie, claviers, guitare synthétiseur, sitar, violoncelle, percussions[1]
- Nick Marino : claviers[réf. nécessaire]